# Leliusz Socyn

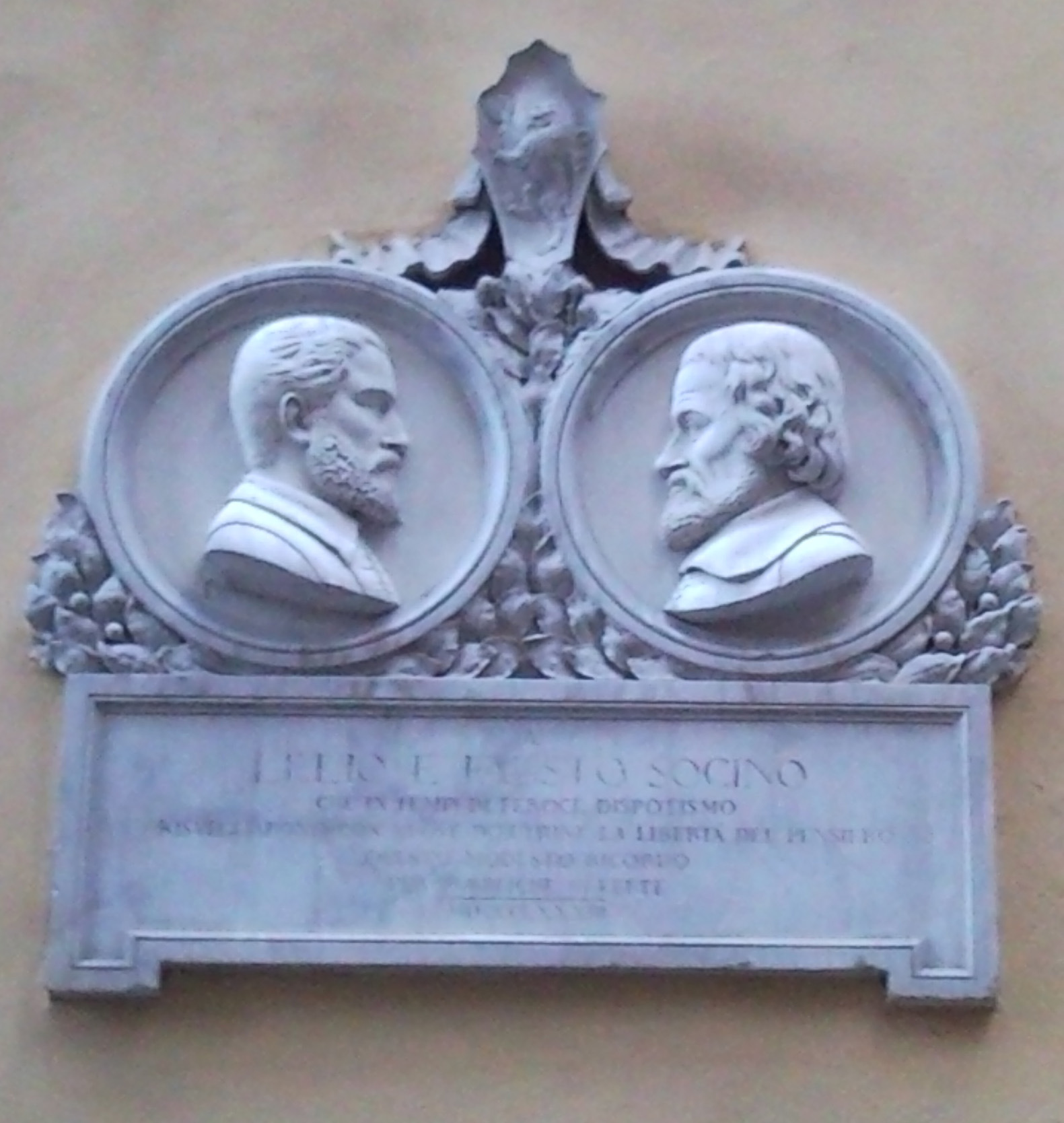
Lelio Socyn

Leliusz Socyn (wł. Lelio Sozzini, łac. Laelius Socinus, ur. 29 stycznia 1525 w Sienie, zm. 4 maja 1562 w Zurychu) – włoski działacz reformacyjny i teolog unitariański. Jego bratankiem był Faust Socyn – późniejszy teolog i jeden przywódców braci polskich.

## Życiorys

### Nauka i podróże
Leliusz Socyn urodził się jako Lelio Francesco Maria Sozzini w bogatej i wpływowej rodzinie włoskich bankierów i prawników. Jego ojciec Mariano Sozzini był znanym wykładowcą prawa na uniwersytetach w Sienie, Pizie, Padwie i Bolonii. Ojciec był człowiekiem zainteresowanym sytuacją religijną, krytykującym „bałwochwalstwo katolicyzmu” i korespondującym z reformatorami luterańskimi m.in. z Melanchtonem. Leliusz był szóstym synem Mariano i Camilli z domu Salvetti.
Leliusz poznał języki biblijne – hebrajski i grekę, a także język arabski. Ojciec wysłał go do Wenecji, gdzie mieszkało wówczas wielu zwolenników Reformacji. Zaczął głosić konieczność reformy Kościoła w duchu ewangelicznym. W 1547 przeniósł się do Chiavenny, gdzie poznał Camilla z Sycylii – mistyka, głoszącego doktrynę religijną, zbliżoną do teologii kwakrów. Następnie odbył liczne podróże (Francja, Niderlandy, Szwajcaria i Anglia), podczas których zapoznał się z europejską reformacją. W Wittenberdze przebywał rok (1550–1551), gdzie doskonalił znajomość hebrajskiego u Melanchtona i Forstera. Następnie odwiedził ośrodki reformacji w Pradze, Wiedniu i Krakowie. Po powrocie do Sieny w 1552 spotkał się ze swoim bratankiem Faustem Socynem, którego zainteresował ideami ewangelicznymi. W 1554 wrócił do Szwajcarii, gdzie osiedlił się w Zurychu. Najbliższym przyjacielem wśród reformatorów był dla Socyna Johann Heinrich Bullinger.

### Teolog unitariański
Podczas pobytów w Genewie spotykał się z Kalwinem. Jednak obu reformatorów różnił problem zmartwychwstania ciała, predestynacji i sakramentów. Kalwin krytykował Socyna za zbyt daleko idące wnioski wynikające ze studiowania Pisma, a Socyn zarzucał Kalwinowi obstawanie przy własnych poglądach. Późniejsze spotkanie z Bernardino Ochino w Zurychu doprowadziło do skrystalizowania poglądów Socyna.
W kwietniu 1554 Socyn, kilka miesięcy po śmierci Serweta, zaczął podważać dogmat o Trójcy Świętej i kształtować swój pogląd unitariański. W 1556 po śmierci ojca, który nic nie zapisał mu w testamencie, Socyn znalazł się w trudnościach finansowych. Z pomocą Kalwina w 1558 zaczął szukać wsparcia na dworach w Wiedniu i Krakowie, aby odzyskać rodzinny majątek. Te zabiegi nie zmieniły sytuacji Socyna we Włoszech, gdzie cała jego rodzina była ścigana przez Inkwizycję za „herezję” (jego brata Cornelio uwięziono z tego powodu). Socyn wrócił do Szwajcarii w 1559 i trzy lata później zmarł. Jego rękopisy i dokumenty przejął Faust Socyn i przypuszczalnie korzystał z nich (niekiedy mówi się nawet o plagiacie jednego rękopisu) przy tworzeniu własnych dzieł teologicznych (Komentarz do pierwszej części pierwszego rozdziału Ewangelii Jana).
Leliusz Socyn dwukrotnie odwiedził Polskę – w 1551 i 1559. Jego poglądy miały olbrzymi wpływ na rozwój unitarianizmu w Polsce w XVI-wiecznej Europie, zwłaszcza wśród braci polskich w Polsce i Litwie oraz w Siedmiogrodzie. Jego autorytet wśród braci polskich utorował drogę Faustowi Socynowi do przejęcia przywództwa w ich zborach.

## Prace
Do dzisiaj zachowały się bardzo nieliczne dzieła Leliusza Socyna:
- De sacramentis dissertatio (Rozprawa o sakramentach) (1560), 4 tomy
- De resurrectione (O zmartwychwstaniu) (fragment)